# Tosagua (kanton)
Tosagua – kanton w prowincji Manabí, w Ekwadorze. Stolicą kantonu jest Tosagua.